# Nguyễn Hữu Độ (quan nhà Nguyễn)
Nguyễn Hữu Độ (阮有度, 4/1833 – 18/12/1888) tự Hi Bùi (希裴), hiệu Tông Khê (宋溪), là một đại thần đời vua Đồng Khánh, từng giữ chức Kinh lược Bắc Kỳ, Tổng đốc Hà–Ninh. Ông là cha của Đồng Khánh đế Hoàng quý phi Nguyễn Hữu Thị Nhàn và Thành Thái đế Huyền phi Nguyễn Hữu Thị Nga.
Trong sự nghiệp làm quan của mình, Nguyễn Hữu Độ là cộng sự thân thiết của thực dân Pháp, và đã hết lòng ca tụng chính quyền thực dân này. Ông nổi tiếng trong lịch sử với công phá hủy chùa Báo Thiên để xây lên nhà thờ lớn Hà Nội và việc dựng sinh từ thờ sống chính mình.

## Tiểu sử
Nguyễn Hữu Độ sinh năm Quý Tỵ tức năm 1833, quê ở làng Gia Miêu, tổng Thượng Bạn, huyện Tống Sơn, phủ Hà Trung, tỉnh Thanh Hóa (nay là làng Gia Miêu, xã Hà Long, huyện Hà Trung, tỉnh Thanh Hóa). 
Lúc nhỏ đã biết nói năm chữ "Càn Nguyên Hanh Lợi Trinh" (乾元亨利貞), nhưng đến sau 7 tháng tuyệt nhiên không nói và bị những đứa trẻ khác chế nhạo. Sau đó một lần bị ngã vào nồi canh, may nhờ có danh y chữa trị. Sau đó, lại bị rơi xuống biển, dòng nước chảy xiết, ông may mắn được một vòi cát cản lại và lại thoát chết. Người ta tin rằng Nguyễn Hữu Độ gặp đại nạn mà không chết ắt có may mắn sau này.
Nguyễn Hữu Độ mong muốn tham dự khoa cử nhưng liên tiếp gặp thất bại. Sau đó ông nhập Thái học để học tập chăm chỉ. Năm Tự Đức thứ 20 (1866) ông trúng Cử nhân. Ban đầu ông nhậm chức Giáo thụ phủ Kinh Môn, sau làm Tri huyện Nghiêu Phong. Thời kỳ này hải tặc làm loạn, Nguyễn Hữu Độ nhậm chức huấn luyện tráng đinh chuẩn bị thuyền truy kích tại Xuân Áng, Hà Nguyên và Nhạc Viên, đã chiến đấu và đánh bại hải tặc ở những nơi này. 
Năm Tự Đức thứ 26 (1873), ông quản việc thương vụ tỉnh Quảng An. Vào thời điểm đó, năm 1873, thực dân Pháp và phong trào kháng chiến Việt Nam giao chiến với nhau ở Bắc Kỳ, nhiều thành trì không được phòng thủ. Nguyễn Hữu Độ và Tuần phủ Hồ Trọng Đĩnh thảo luận về việc tu sửa thành trì. Vài tháng sau, Nguyễn Văn Tường và Thống sát Pháp quốc gặp nhau giảng hòa, tại Hải Môn đã gặp Nguyễn Hữu Độ bổ nhiệm làm quyền Bố chính sứ Hải Dương. 
Năm Tự Đức thứ 27 (1874), làm giám đốc sở công Hải Phòng, quyền Tiễu phủ sứ.
Nguyễn Hữu Độ là người học thức uyên bác. Từ năm 1880 đến 1883 ông giữ chức Kinh lược Bắc Kì khi quân Pháp chiếm Hà Nội. Sau này, ông là người giữ một vai trò quyết định cho việc Đồng Khánh lên ngôi (vì con gái ông là chính phi của vua Đồng Khánh) nên được phong làm Cố Mạng Lương thần gia hàm Thái sư, Cần Chánh điện Đại học sĩ kiêm Cơ mật đại thần.

## Cộng tác với Pháp
Dư luận đương thời cho rằng Nguyễn Hữu Độ là người có liên hệ mật thiết với Pháp, nhất là với Palasme de Champeaux, nên lời nói ông được Pháp nghe hơn cả và chính ông và Đồng Khánh cố ý thảm sát Phụ chánh đại thần Phan Đình Bình sau khi ông làm Phụ chánh cho vua Đồng Khánh.
Nguyễn Hữu Độ cũng được cho là phải chịu trách nhiệm trong việc phá hủy chùa Báo Thiên và nhượng lại mảnh đất đó cho thực dân Pháp xây Nhà thờ Lớn Hà Nội. Trong một lá thư viết trước khi chết gửi toàn quyền và khâm sứ Pháp, Nguyễn Hữu Độ đã ca tụng thực dân Pháp: "Chính phủ Pháp vĩ đại đã không lìa bỏ chúng tôi... và tôi đã được ân trạch giao tiếp với những viên chức cao cấp để giải quyết các vấn đề quốc gia. Nếu nước tôi có được như ngày nay đó là nhờ lòng nhân đức của chính phủ Pháp... Than ôi, tôi không thể nào bày tỏ tất cả lòng tri ân nồng nhiệt và chân thành của tôi đối với chính phủ Pháp"
Lúc sinh thời (1883), Nguyễn Hữu Độ đã lập sinh từ thờ sống mình tại khu vực mà sau đó hình thành nên phố Sinh Từ (nay là phố Nguyễn Khuyến).
Nguyễn Hữu Độ mất tại Hà Nội ngày 18 tháng 12 năm 1888, thọ 55 tuổi. Di hài đưa về chôn ở Huế.

## Gia đình
Ông Nguyễn Hữu Độ còn có 6 người con đều kết hôn với những thành viên trong hoàng tộc, gồm có:
- Nguyễn Hữu Lang, trưởng nam, con của bà chánh thất Trần Thị Lựu, được phong tới chức Hàn lâm viện Thị độc, cưới Tôn Nữ Thị Sách.
- Nguyễn Hữu Tý, em cùng mẹ với Huyền phi, kết hôn với Ngọc Lâm Công chúa Nguyễn Phúc Dĩ Ngu, con gái của vua Đồng Khánh, được phong Phò mã Đô úy. Phò mã Tý được phong tới chức Thượng thư.
- Nguyễn Hữu Khâm, em cùng mẹ với Huyền phi và phò mã Tý, kết hôn với Tân Phong Công chúa Nguyễn Phúc Châu Hoàn, con gái út của vua Dục Đức, được phong Phò mã Đô úy. Phò mã Khâm được phong tới chức Thái thường tự khanh.
- Nguyễn Hữu Thị Nhàn là Chính cung Hoàng quý phi của vua Đồng Khánh, được gọi là Đức Thánh Cung, sau được tôn làm Khôn Nguyên Thái hậu. Mẹ là chính thất Trần Thị Lựu.
- Nguyễn Hữu Thị Uyển, em cùng mẹ với Thánh Cung, lấy Kiên Quận công Nguyễn Phúc Ưng Quyền, là con trai của Kiên Thái vương Nguyễn Phúc Hồng Cai.
- Huyền phi Nguyễn Hữu Thị Nga là con gái thứ sáu. Mẹ là Trần Thị Thảo, thứ thất của ông Nguyễn Hữu Độ. Nguyễn Hữu Thị Nga phong hiệu Nhất giai Huyền phi (一階玄妃), là một cung phi của vua Thành Thái.

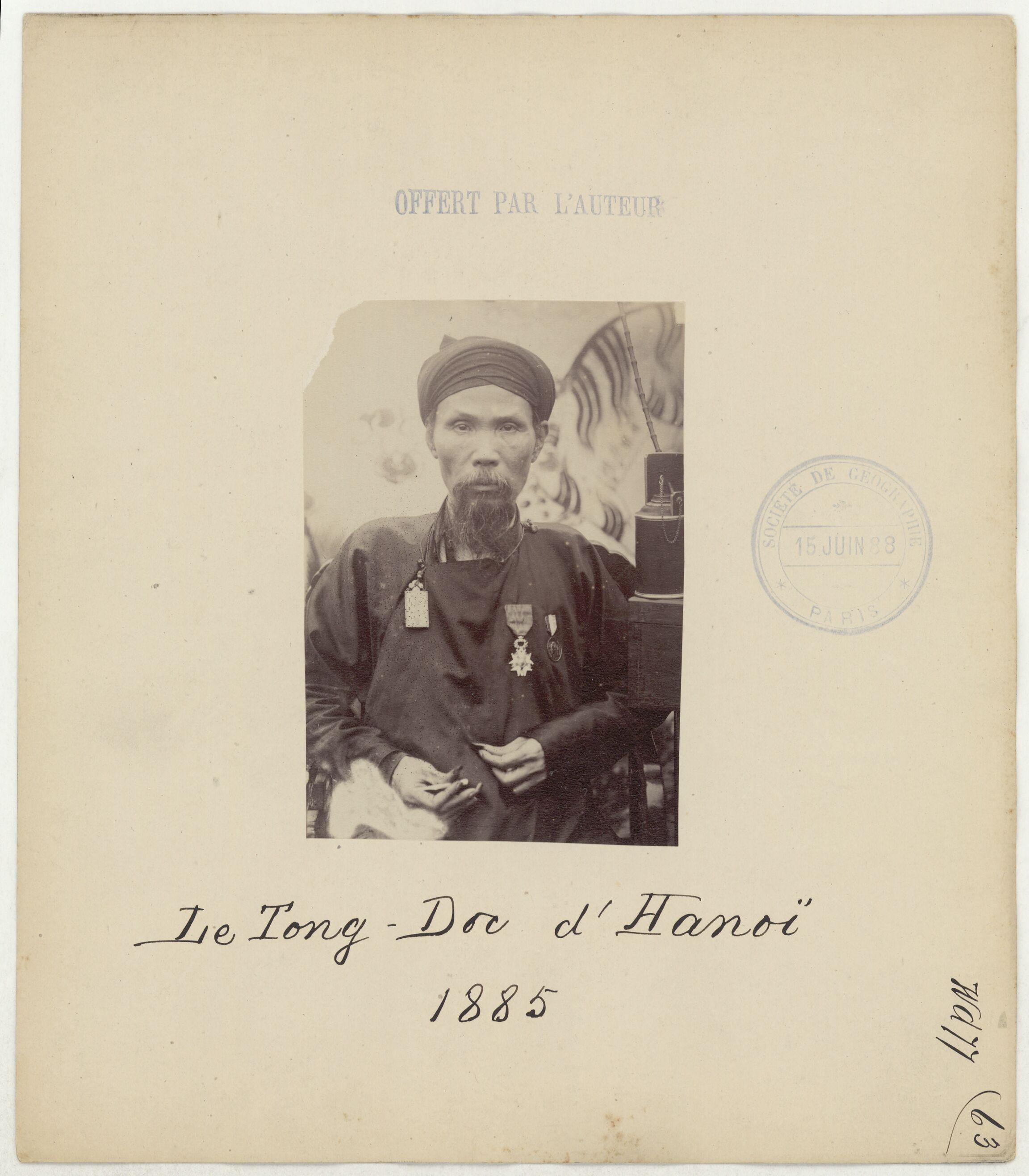
Chân dung Nguyễn Hữu Độ, một trong những viên quan đầu tiên được triều đình Huế cử đi đàm phán với Pháp sau khi chiếm được Gia Định. Ảnh chụp năm 1885.
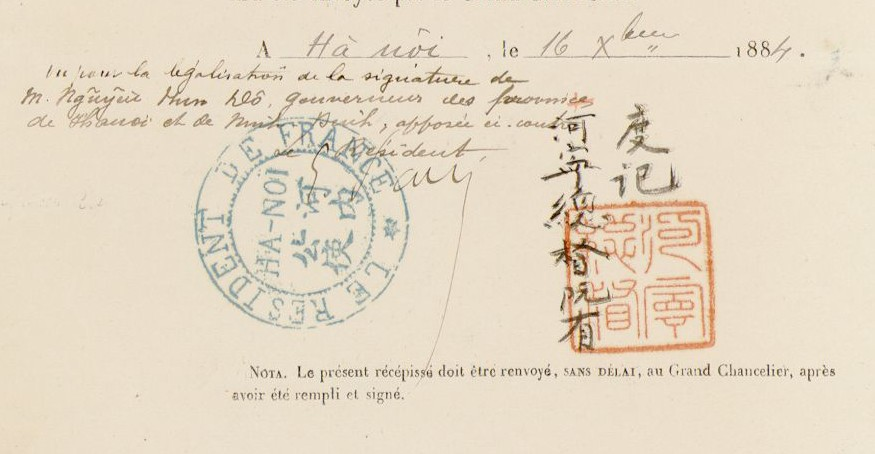
Giấy chứng nhận rằng một người đàn ông Bắc Kỳ tên là Nguyễn Hữu Độ đã nhận được danh hiệu "Hiệp sĩ" trong Quân đoàn Danh dự của Pháp vào năm 1884. Hà Nội, Bắc Kỳ, Đông Dương thuộc Pháp.
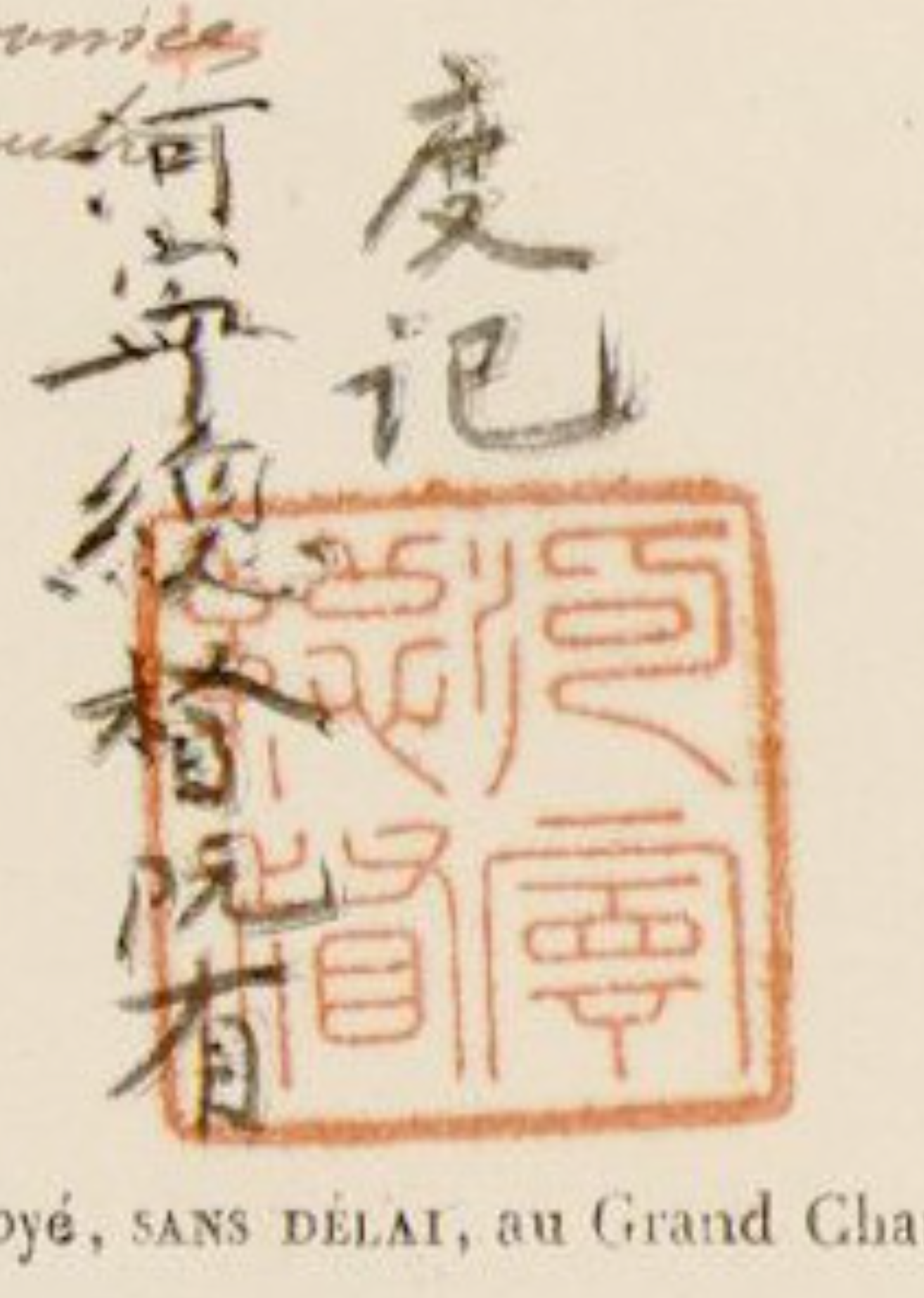
Dấu triện của Tổng đốc Hà Ninh là Nguyễn Hữu Độ

## Phê phán
Tam Nguyên Yên Đổ Nguyễn Khuyến đã viết bài thơ "Quá quận công Nguyễn Hữu Độ Sinh Từ hữu cảm" (Cảm nghĩ lúc qua Sinh Từ quận công Nguyễn Hữu Độ) bằng chữ Hán như sau:
| Lâu đài thử địa hà nguy nguy, Đệ nhất quận công chi sinh từ. Công tại tứ thì tập quan đới, Đắc dự giả hỉ bất dự bi. Công khứ quan đới bất phục tập, Hương hoả tịch tịch hoà ly ly. Đãn kiến đệ nhị vô danh công, Triêu tịch huề trượng lai vu tư. Trần gian hưng phế đẳng nhàn sự, Bất tri cửu tuyền thuỳ dữ quy. |  | Dịch thơ: | Đền miếu thờ ai lộng lẫy thay! Thờ ông "thứ nhất quận công" đây. Ông còn, mũ áo hàng năm họp, Không được dự buồn, được dự may. Ông mất, mũ áo không họp nữa, Lửa hương lạnh ngắt, lúa mọc đầy. Có ông "thứ nhì không tên" đến Sớm hôm chống gậy vào chốn này. Trên đời suy thịnh thường như vậy, Biết nay chín suối ông theo ai? |

## Tác phẩm
- Đại Nam thực lục Chính biên.
- Tống Khê tấu nghị tập